# Aleksander Pragłowski

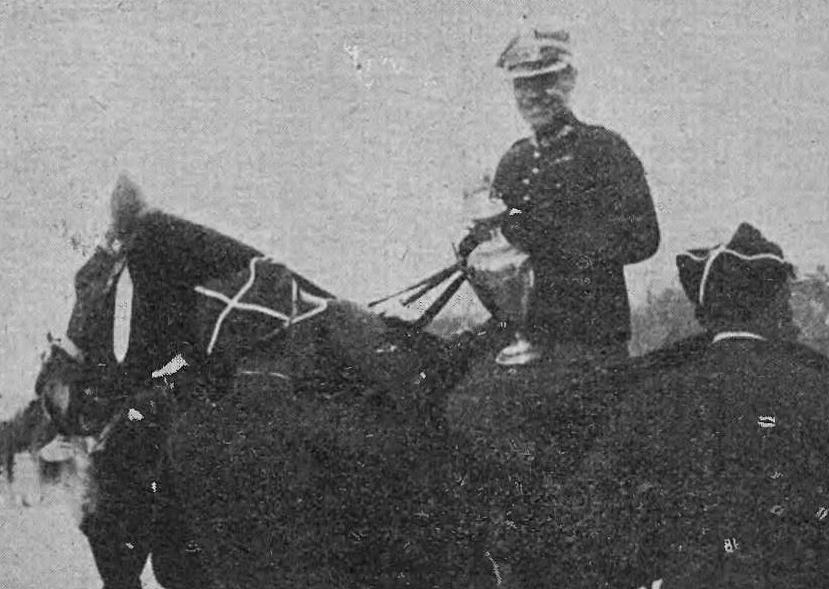
Aleksander Pragłowski z Pucharem Prezydenta RP (1931)

Aleksander Tadeusz Pragłowski (Radwan Pragłowski) (ur. 10 lutego 1895 w Paszowej, zm. 15 marca 1974 w Londynie) – oficer kawalerii armii austro-węgierskiej, pułkownik Wojska Polskiego. Naczelny Wódz Władysław Anders awansował go na generała brygady ze starszeństwem z dniem 1 stycznia 1964. 

## Życiorys
Urodził się w rodzinie Roberta Pragłowskiego h. Radwan, właściciela majątku ziemskiego w Ropience w powiecie liskim, i Marii z Balów h. Gozdawa. W latach 1905–1912 uczył się kolejno w niższej szkole realnej w Fisachu i wyższej szkole realnej w Hranicach. Po ukończeniu tej ostatniej w 1912 roku wstąpił do Akademii Wojskowej w Wiener Neustadt, gdzie w latach 1912–1914 studiował na wydziale kawalerii. Po ukończeniu szkoły został przydzielony do austriackiego 4 Pułku Ułanów Cesarza w Żółkwi (wraz z nim służył wówczas rtm Gwido Poten). Wraz z tym pułkiem w okresie od grudnia 1914 roku do października 1918 roku brał udział w walkach frontowych nad Dniestrem, w Karpatach i w Alpach, pełniąc kolejno funkcje dowódcy plutonu, szwadronu i grupy szturmowej. Awansował na porucznika w 1916 roku.
3 listopada 1918 roku wstąpił do Wojska Polskiego początkowo jako dowódca kompanii, a następnie batalionu w Grupie Sanockiej. W grudniu 1918 został zastępcą szefa sztabu Grupy Operacyjnej gen. Henryka Minkiewicza, od 19 lutego 1919 w stopniu porucznika był referentem amunicji i broni i spraw personalnych Grupy gen. Minkiewicza, a następnie od marca 1919 był zastępcą szefa sztabu 3 Dywizji Piechoty. Następnie pełnił funkcje szefa I, a później III oddziału Frontu Galicyjsko-Wołyńskiego (w Dowództwie FGW był oficerem do zleceń), funkcję tę pełnił do marca 1920 roku, kiedy został szefem sekcji „Wschód” III oddziału Naczelnego Dowództwa Wojska Polskiego. Po wybuchu wojny polsko-bolszewickiej w lipcu 1920 roku pełnił obowiązki oficera sztabu Naczelnego Dowództwa, szefa sztabu 1 Dywizji Jazdy, a następnie Korpusu Jazdy gen. Juliusza Rómmla i brał udział w walkach. Po zakończeniu działań w styczniu 1921 roku został skierowany do Szkoły Sztabu Generalnego, którą ukończył z drugą lokatą i został asystentem w katedrze taktyki ogólnej, pełnił tę funkcję do listopada 1924 roku. 1 lipca 1923 roku awansowany na majora. W październiku 1925 wyjechał do Francji, gdzie odbył staż liniowy i ukończył kurs dowódców pułku.
Po powrocie do Polski we wrześniu 1926 roku pełnił kolejno funkcje: zastępcy dowódcy 2 pułku szwoleżerów. Z dniem 31 października 1926 roku został przeniesiony do kadry oficerów kawalerii z równoczesnym przydziałem do Wyższej Szkoły Wojennej na stanowisko wykładowcy. W czerwcu 1927 roku został przydzielony do Oddziału III Sztabu Generalnego na stanowisko szefa wydziału „Wschód”. W listopadzie tego roku powrócił do WSWoj. na stanowisko wykładowcy. 26 stycznia 1928 roku został mianowany podpułkownikiem ze starszeństwem z 1 stycznia 1928 roku i 14. lokatą w korpusie oficerów kawalerii. W marcu 1929 roku został przeniesiony do 17 pułku ułanów w Lesznie na stanowisko dowódcy pułku. 10 listopada 1930 roku został mianowany pułkownikiem ze starszeństwem z 1 stycznia 1931 roku i 7. lokatą w korpusie oficerów kawalerii. W styczniu 1936 roku został przeniesiony do Generalnego Inspektoratu Sił Zbrojnych na stanowisko I oficera sztabu Inspektora Armii gen. dyw. Juliusza Rómmla. Na tym stanowisku pozostał do września 1939 roku.
Uprawiał jeździectwo. W lutym 1931 zdobył Puchar Prezydenta Rzeczypospolitej podczas konkursów hippicznych w Zakopanem.
We wrześniu 1939 roku został szefem sztabu Armii „Łódź” organizowanej przez gen. Juliusza Rómmla i brał z tą armią udział w walkach. W dniu 7 września 1939 roku został szefem sztabu Armii „Warszawa”, która powstała z oddziałów broniących Warszawy i jednostek Armii „Łódź”, które dotarły do Warszawy. Funkcję tę pełnił do 27 września 1939 roku. Po kapitulacji Warszawy w niewoli niemieckiej, początkowo w oflagu IVB Königstein, a następnie w VIIA Murnau. W kwietniu 1945 roku uwolniony przez wojska amerykańskie wyjechał do Paryża i wstąpił do 1 Dywizji Pancernej. W styczniu 1946 roku został urlopowany i skierowany do domu wypoczynkowego dla starszych oficerów w Nicei.
W 1948 roku po demobilizacji wyjechał do Wielkiej Brytanii i zamieszkał w Londynie, gdzie pracował m.in. jako tłumacz i w administracji telefonów londyńskich. W trakcie pobytu w Londynie aktywnie działał w polskich organizacjach kombatanckich. Naczelny Wódz awansował go na generała brygady ze starszeństwem z 1 stycznia 1964 w korpusie generałów. W 1960 roku opublikował w Londynie broszurę Odpowiadam głosom o Wrześniu oraz w roku 1968 wydał swoje wspomnienia pod tytułem: Od Wiednia do Londynu. Zmarł 15 marca 1974 roku w Londynie i został pochowany na cmentarzu w Putney Vale.
Był żonaty czterokrotnie - od 1921 z Janiną z Wojciechowskich (zm. 1923), od 1925 z Jadwigą z Gołębskich (małżeństwo zostało unieważnione w 1933), od 1937 z Franciszką z Żółtowskich h. Ogończyk (1903–1948), od 1950 z Barbarą z Brodnickich h. Łodzia (1923–1991). Z pierwszego małżeństwa miał syna Józefa (1922–2009), z drugiego córkę Zofię zamężną Łysuniak (ur. 1925), z czwartego dwie córki - Małgorzatę (ur. 1952) i Izabelę (ur. 1954), zamieszkałe w Anglii.

## Awanse
- podporucznik – 1914
- porucznik – 1916
- rotmistrz – 3 maja 1922 zweryfikowany ze starszeństwem z dniem 1 czerwca 1919 w korpusie oficerów jazdy[5]
- major – 31 marca 1924 ze starszeństwem z dniem 1 lipca 1923 i 13. lokatą w korpusie oficerów jazdy

## Ordery i odznaczenia
- Krzyż Złoty Orderu Virtuti Militari nr 181[18]
- Krzyż Srebrny Orderu Virtuti Militari (30 czerwca 1921)[19]
- Krzyż Oficerski Orderu Odrodzenia Polski (11 listopada 1937)[20]
- Krzyż Walecznych (czterokrotnie, po raz pierwszy w 1921)[21][22]
- Złoty Krzyż Zasługi (10 listopada 1928)[23][21]
- Medal Pamiątkowy za Wojnę 1918–1921[21]
- Medal Dziesięciolecia Odzyskanej Niepodległości[21]
- Komandor Orderu Krzyża Orła (Estonia)[21]
- Oficer Orderu Legii Honorowej (Francja)[21]
- Krzyż Zasługi Wojskowej III klasy z dekoracją wojenną i mieczami (Austro-Węgry, 1918)[24]